# 柯俊 (1965年)
柯俊（1965年8月—），男，汉族，湖北大冶人，中华人民共和国政治人物，曾任中共恩施州委书记，现任河北省委常委、组织部部长。

## 生平
2010年6月，任天门市人民政府市长。2013年5月，任中共天门市委书记。
2016年6月，任湖北省食品药品监督管理局局长。
2017年11月，任中共恩施州委书记。
2021年2月，任湖北省人民政府副省长。
2021年11月，任河北省委常委，组织部部长。